# Морнос (водохранилище)
Морнос (греч. Λίμνη Μόρνου) — техническое водохранилище в Греции, на реке Морнос (бассейн Ионического моря) в общине Дорида в периферийной единице Фокида в периферии Центральная Греция. Водохранилище с системой каналов и туннелей используется для водоснабжения района Больших Афин. Общая длина акведуков составила 188 км, в том числе 36% их протяжённости составляют 15 напорных туннелей (71 км), длина самого большого из них — 14,6 км. Максимальная подача воды — 23 м³/с.
Земляная плотина построена в 7 км западнее Лидорикиона. Проект начался в мае 1969 года и был завершен в 1979 году, но его нормальная эксплуатация началась в 1981 году. Плотина Морнос, одна из крупнейших в Европе, состоит из непроницаемого глиняного ядра. Через туннель вода из водохранилища Эвинос транспортируется и направляется в водохранилище Морнос, чтобы увеличить его запасы. Эксплуатация туннеля осуществляется под напором с объёмным расходом воды 27 м³/с. Туннель имеет общую длину 29 393 м и внутренний диаметр 3,5 м. Строительство туннеля началось в 1992 году и было завершено за 2 года. Высота плотины 126 м, ширина у основания 595 м. Высота гребня — 446,5 м над уровнем моря. Объём плотины 17 млн м³. Длина основания — 250 м, длина гребня — 815 м. Площадь водохранилища 19,9 км². Полезный объём 630 млн м³.
В зону затопления попала деревня Калион.